# Villennes-sur-Seine
Villennes-sur-Seine è un comune francese di 5 202 abitanti situato nel dipartimento degli Yvelines nella regione dell'Île-de-France.

## Società

### Evoluzione demografica
Abitanti censiti